# Hertonäs företagsområde
Hertonäs företagsområde (fi. Herttoniemen yritysalue) är en stadsdel i Hertonäs distrikt i Helsingfors stad. 
Företagsområdet består främst av småindustrier och -företag, såsom olika verkstäder. Det hette Hertonäs industriområde (fi. Herttoniemen teollisuusalue) innan dess namn förändrades i början av år 2013.